# رودا تالوبسکا
رودا تالوبسکا (به لهستانی:  Ruda Talubska) یک روستا در لهستان است که در گمینا گاروولین واقع شده‌است.